# Harpinia tarasovi
Harpinia tarasovi är en kräftdjursart. Harpinia tarasovi ingår i släktet Harpinia och familjen Phoxocephalidae. Inga underarter finns listade i Catalogue of Life.